# Proteuxoa basisticha
Proteuxoa basisticha là một loài bướm đêm trong họ Noctuidae.